# Madia
Madia är ett nordamerikanskt släkte av familjen Korgblommiga växter med 12 arter, 1-åriga, bladrika mycket klibbiga örter med ensamma eller i kvast stående små gulblommiga korgar.
Den främsta arten är Madia sativa, madiaväxten, mycket odlad i Kalifornien, Oregon och Chile, men även i Europa. Den är en 1-1,5 meter hög, illaluktande ört av vars frukter, madiafrön innehåller 30-40 % mörkgul olja, madiaolja, som utnyttjas som matolja, smörjolja, vid tvåltillverkning med mera.